# Volo Moskovia Airlines 9675
Il 26 maggio 2008 il volo Moskovia Airlines 9675, un An-12 cargo della Moskovia Airlines, precipitò vicino a Čeljabinsk, in Russia. Dopo essere decollato in direzione di Perm' tornò indietro a causa di un incendio a bordo, schiantandosi a 5,9 miglia nautiche (10,9 km) dall'aeroporto e uccidendo tutti e nove i membri dell'equipaggio a bordo.

## Aereo ed equipaggio
L'aereo, registrato RA-12957 (cn 88345508), era stato costruito nel 1968. Dopo aver trasportato un carico di contanti da Mosca a Čeljabinsk, operava come volo GAI9675 per Perm'.
Il comandante aveva 14 928 ore di esperienza di volo e il navigatore ne aveva 11 021. Nessuno dei due era rimasto coinvolto in un incidente prima di questo volo.

## L'incidente
Durante la check list pre-decollo, l'equipaggio notò gli allarmi su un'interruzione di potenza nei motori 1 e 2, ma li ignorarono, come registrato dal CVR:
- Operatore radio: "Sanya". (nome dell'ingegnere)
- Ingegnere di volo: "Sì?"
- Operatore radio: "Numero due andato"
- Pilota istruttore: "Anche il numero uno"
- Operatore radio: "Alternatore"
- Un membro dell'equipaggio: "Fanculo"
- Operatore radio di volo: "Ci siamo"

La squadra investigativa concluse che "ci siamo" si riferiva probabilmente alla riattivazione degli alternatori da parte dell'operatore radio.
Il volo decollò alle 14:03 dalla pista 09. Alle 14:03:55, il comandante chiese "Qual è il problema?". L'ingegnere di volo rispose "portelli aperti". Non è chiaro se si riferisse ai portelli di carico o a quelli del carrello d'atterraggio, ma il rapporto finale afferma che probabilmente si trattava ai portelli del carrello. L'indagine rilevò che erano chiusi al momento dell'incidente, e il falso allarme era solo uno dei primi segni di problemi nelle linee elettriche dell'aereo.
Un altro allarme risuonò 6 secondi dopo: "Too low, gear". Anche questo era un errore, poiché l'aereo stava salendo e l'allarme poteva attivarsi solo durante la discesa.
Alle 14:04:09, altri membri dell'equipaggio in cabina avvisarono i piloti dell'incendio.
- Comandante: "Dai, date un'occhiata veloce...guardate cosa sta succedendo lì"
- Operatore radio: "Atterriamo forse, o...OK, richiedo"
- Comandante: "Aspetta, aspetta"
- Primo ufficiale: "Il mio indicatore di assetto non funziona"
- Comandante: "Certo, prendo il controllo"

A questo punto, l'aereo si trovava a 1 540 piedi (470 m) di altitudine e stava virando a sinistra. Alle 14:04:28, il comandante decise di tornare a Čeljabinsk. L'equipaggio contattò l'ATC e richiese un atterraggio prioritario a causa del fumo penetrato nel cockpit.
Il tempo era nuvoloso, con una copertura di 90-100 metri (300-330 piedi), visibilità 3 600 piedi (1 100 m). Le registrazioni del CVR mostravano che i piloti discutevano di ulteriori guasti in molti sistemi, nonché di altri falsi allarmi su guasti inesistenti. Affermarono pure che la fonte dell'incendio era scaturita nella sezione del carico e considerarono la depressurizzazione della stiva. Un allarme di guasto dell'assetto si attivò alle 14:07:15 e alle 14:08 partirono anche quelli dei motori. L'ingegnere di volo avvertì l'equipaggio di azionare lentamente le manette.
Alle 14:09:13, mentre l'aereo virava a sinistra, il motore 2 divenne instabile. Pochi istanti dopo si spensero molti fusibili. Alle 14:09:54, i motori 1 e 2 si fermarono per mancanza di carburante. Il registratore di suoni della cabina di pilotaggio non funzionò più ed anche il registratore dei dati di volo cominciò a malfunzionare.
Alle 14:10:21, il comandante virò per effettuare l'avvicinamento finale. Con solo due motori in funzione, la velocità dell'aereo scese a 150 nodi (280 km/h), il minimo consentito senza flap. Il motore 3 funzionava al 20% e mentre la potenza del n°4 era stata ridotta all'85%.
A partire dalle 14:10:40, l'aereo iniziò una marcata virata a sinistra (fino a 32°) scendendo 8 secondi dopo. Alle 14:10:43, l'equipaggio contattò la torre di controllo e riferì: "Gromov 9675, in atterra...virata verso il finale, 400, avvicinamento, avvicinamento continuo". Questa fu l'ultima comunicazione dei piloti.
A 31 metri dal suolo, l'Antonov tagliò una linea elettrica ad alta tensione con l'ala sinistra. Di conseguenza il velivolo si schiantò in un campo alle 14:10:56, 5,9 miglia nautiche (10,9 km) dalla pista 09. La velocità verticale al momento dell'impatto era di 5 000 piedi (1 500 m) al minuto.

## Le indagini
Un'indagine concluse che, durante gli ultimi quindici secondi di volo, l'equipaggio non fu in grado di azionare efficacemente gli alettoni. Gli esperti medici esclusero un'invalidità dovuta all'inalazione di fumo, il che significa che i piloti non potevano azionare gli alettoni a causa di un guasto meccanico causato dalle fiamme.
Dopo l'incidente scoppiò anche un incendio, ma gli investigatori non poterono determinare la sua posizione esatta nell'impianto elettrico. I registratori di volo vennero trovati gravemente danneggiati, ma ancora utilizzabili.
Il rapporto finale indica il seguente motivo dell'incidente:
[...] I cavi di controllo degli alettoni sono stati distrutti molto probabilmente a causa del notevole riscaldamento dei cavi d'acciaio vicini e della successiva rottura sotto carico operativo.
Il calore eccessivo potrebbe essere stato causato da un incendio in volo delle vicine linee elettriche, evidenziato dal fumo in cabina, dall'attivazione inaspettata di più allarmi, dai guasti alle apparecchiature e dal guasto di due motori.»